# Ribera del Fresno
Ribera del Fresno ist ein Ort und eine Gemeinde (municipio) mit 3.187 Einwohnern (Stand: 2024) im Zentrum der spanischen Provinz Badajoz in der Autonomen Gemeinschaft Extremadura.

## Lage
Ribera del Fresno liegt etwa 85 Kilometer südöstlich der Provinzhauptstadt Badajoz in einer Höhe von ca. 400 m.
Das Klima im Winter ist gemäßigt, im Sommer dagegen warm bis heiß; die eher geringen Niederschlagsmengen (ca. 443 mm/Jahr) fallen – mit Ausnahme der nahezu regenlosen Sommermonate – verteilt übers ganze Jahr.

## Bevölkerungsentwicklung
| Jahr      | 1970 | 1981 | 1991 | 2001 | 2011 | 2021 |
| Einwohner | 4024 | 3378 | 3466 | 3417 | 3482 | 3268 |

Der nur leichte Bevölkerungsrückgang in der zweiten Hälfte des 20. Jahrhunderts ist im Wesentlichen auf die Mechanisierung der Landwirtschaft und den daraus resultierenden Verlust von Arbeitsplätzen zurückzuführen.

## Wirtschaft
In der Gemeinde werden vor allem Getreide, Olivenöl und Wein produziert. Daneben spielt auch die Viehhaltung eine größere Rolle.

## Sehenswürdigkeiten
- Archäologische Ausgrabungsstätte des Oppidums von Hornachuelos
- Marienkirche
- Christuskapelle
- Johannes-Macias-Kapelle
- Palacio de los Vargas-Zúñiga

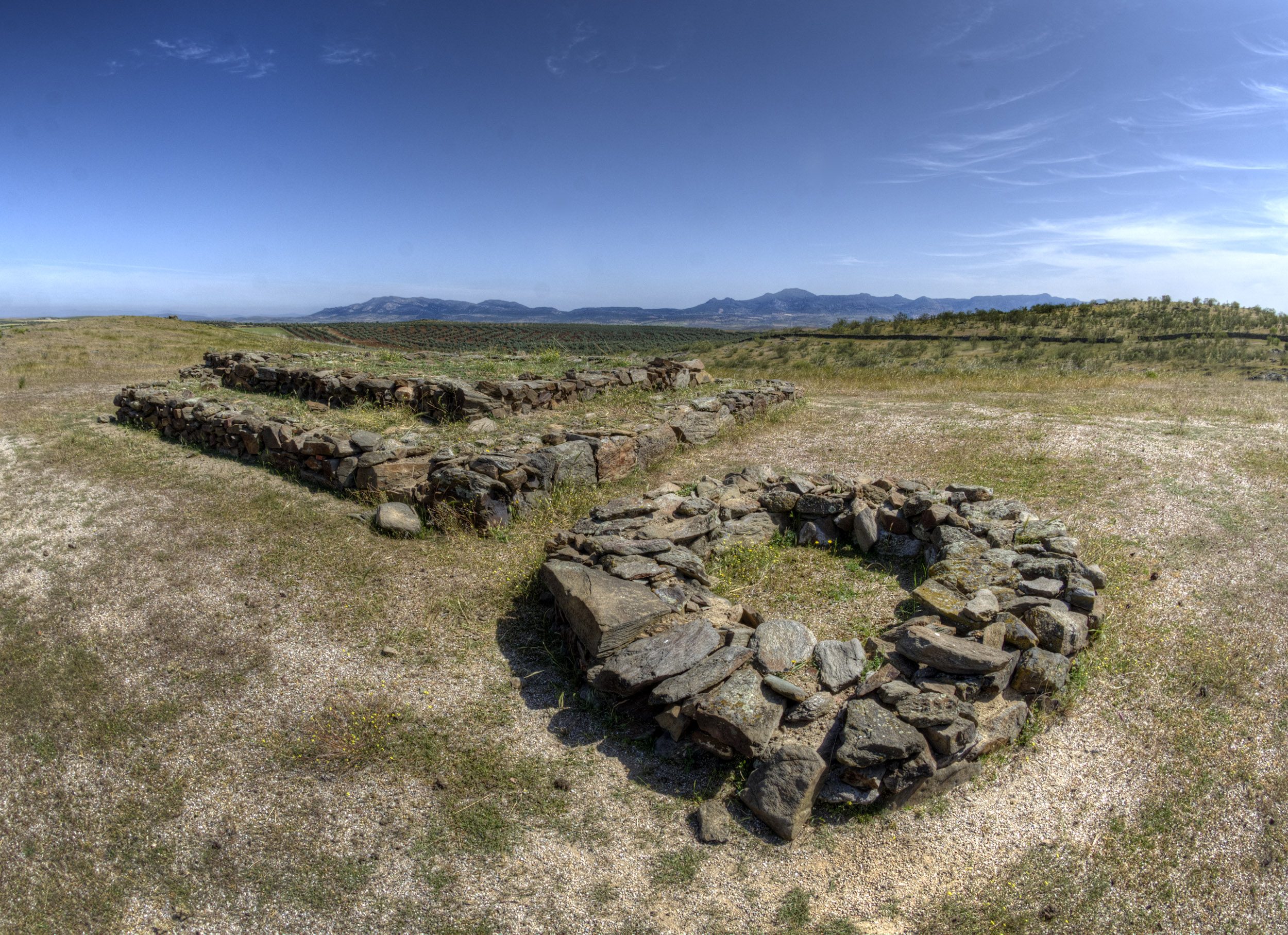
Oppidum von Hornachuelos
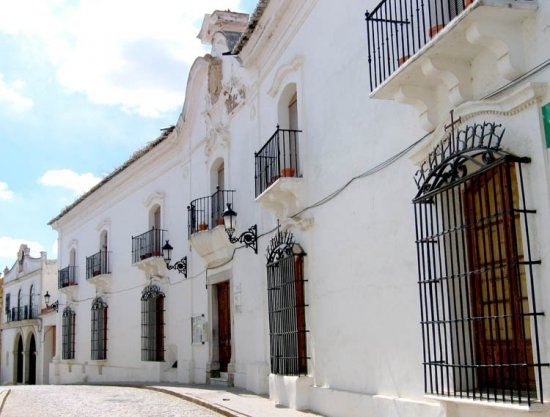
Palacio de los Vargas-Zúñiga

## Persönlichkeiten
- Alonso García Bravo (1491–1561/1563), Conquistador und Architekt
- Johannes Macias (1585–1645), Dominikaner und Heiliger
- Juan Meléndez Valdés (1754–1817), Dichter und Schriftsteller